# Hirngespinster
Hirngespinster ist ein deutsches Filmdrama von Christian Bach aus dem Jahr 2014. Im Film wird Tobias Moretti, der dafür mit dem Bayerischen Filmpreis ausgezeichnet wurde, mit der Diagnose Schizophrenie in die Psychiatrie eingewiesen. Nach seiner Entlassung schafft er jedoch nicht den Sprung in ein eigenes Leben. Der deutsche Kinostart war am 9. Oktober 2014, Free-TV-Premiere am 3. Juni 2016 auf Arte.

## Handlung
Der 23-jährige Simon Dallinger hat mit der Schizophrenie seines Vaters Hans, den daraus resultierenden Schwierigkeiten und den Gefühlen zu Verena zu kämpfen. 
Bei Dallingers Nachbarn in Memmingen wird eine Satellitenschüssel montiert, von der Hans annimmt, sie diene dazu, seine Gedanken zu lesen, weshalb er sie aus der Fassung reißt. Als die Handwerker, die sie wieder aufgebaut haben, losfahren wollen, schlägt Hans mit einer Axt auf deren Kleintransporter ein. Simon will mit Hans reden, damit dieser sich der angerückten Polizei stellt. Als Hans die Türe öffnet, wird er festgenommen und in eine psychiatrische Klinik eingewiesen.
Simon ist besorgt, dass auch er später einmal schizophren werden könnte. Zudem verliert er seinen Job als Fahrer von Schulkindern, da die Eltern nicht wollen, dass „der Sohn des Psychos“ die Kinder fährt. Das alles belastet ihn und damit auch die beginnende Beziehung zu Verena, die für ein kurzes Praktikum in der Stadt ist, bevor sie in Hamburg ihr Medizinstudium beginnt.
Nachdem sich Hans’ Zustand wieder gebessert hat, wird er – unter der Auflage, seine Medikamente zu nehmen – wieder entlassen. Doch zu Hause verweigert er die Einnahme der Medikamente, so dass sich seine Frau Elli entschließt, ihm die Medikamente ins Essen zu mischen. Als die Tochter Maja daran gehindert wird, den so präparierten Nachtisch des Vaters zu essen, durchschaut dieser die versteckte Medikamentengabe.
Verena besucht Simon zu Hause, um sich zu verabschieden, denn ihr Praktikum ist zu Ende und am nächsten Tag will sie fahren. Simon scheint der Abschied deutlich weniger schwer zu fallen als Verena, die enttäuscht das Haus verlässt. Am Abend entschließt sich Simon, Verena zu besuchen und mit ihr über die bisher verschwiegene Erkrankung des Vaters und seine Sorgen zu reden. Am nächsten Morgen fährt Verena, und Simon informiert sich über Studienmöglichkeiten in Hamburg. 
Unterdessen ist Hans mit dem Auto von zu Hause über Nacht weggefahren. Er will seinen Entwurf für einen Architekturwettbewerb zur Post bringen. Als er unter einer Brücke von der Polizei kontrolliert wird, flüchtet er. Er schafft es, die Polizei abzuhängen und zur Post zu fahren. Dort findet Simon ihn und will mit ihm zurückfahren. Doch die Polizei sieht das Auto und bremst es aus. Hans fährt um den Polizeiwagen herum, doch Simon zieht die Handbremse, um den Vater zu stoppen. Doch sie kommen auf einer Kreuzung zu stehen und ein Auto rast in ihre Seite. Simon kommt schwer verletzt ins Krankenhaus. Dort erhält er eine Postkarte von Verena. Der Film endet mit Simons Zugfahrt nach Hamburg.

## Förderung
Der Film wurde durch die Filmförderungsanstalt, den FilmFernsehFonds Bayern, die Filmstiftung NRW, den Deutschen Filmförderfonds und das Kuratorium junger deutscher Film gefördert.

## Kritik
Hirngespinster wurde überwiegend positiv aufgenommen. Der film-dienst resümiert: „Das herausragend gespielte Drama besitzt Drive, tragische Tiefe, Witz und jede Menge Energie, und die leichthändige Inszenierung ist stets der Schwere des Themas gewachsen, das weder reißerisch noch verharmlosend behandelt wird.“ Herbert Spaich rügt in der Internet-Präsenz des SWR, dass „die Dramaturgie gelegentlich aus dem Ruder zu laufen droht“, aber das würden „großartige Schauspieler wie Tobias Moretti und die Nachwuchstalente Jonas Nay und Hanna Plaß“ verhindern.
Auch der Focus lobt die darstellerische Leistung von Moretti und Nay. Diese „brillieren als Vater und Sohn in diesem einfühlsam inszenierten Familiendrama, das durch seine schlichte Erzählweise eine große Wucht entfaltet und dennoch nicht erdrückend wirkt, da immer wieder auch Raum ist für Leichtigkeit und bisweilen etwas absurden Humor.“ Aus diesem Grund sei Hirngespinster nicht nur ein Drama, sondern auch „eine anrührende Coming-of-Age-Geschichte und eine Plädoyer für die Liebe, in guten und erst recht in schlechten Zeiten“.

## Auszeichnungen
- Prädikat besonders Wertvoll der Deutschen Film- und Medienbewertung[4]
- Bayerischer Filmpreis 2013: Tobias Moretti in der Kategorie Darsteller und Jonas Nay in der Kategorie Nachwuchsdarsteller